# Copa Federación de Santa Fe 2024
La Copa Federación 2024 fue la decimoséptima edición de esa competición oficial, organizada por la Federación Santafesina de Fútbol, en la que participan equipos representantes de las 19 ligas afiliadas a dicha federación.
Al igual que el año anterior, fue aumentado el cupo clasificatorio a la Copa Santa Fe, pasando a otorgar 12 plazas a los mejores equipos que no hayan clasificado al máximo certamen provincial mediante sus ligas regionales.
Consagró campeón al Club Atlético Tostado, club afiliado a la Liga Regional Ceresina de Fútbol, que logró de esta manera su primer título y obtuvo la clasificación al Torneo Regional Federal Amateur 2024-25. Se definió también la clasificación a la Copa Santa Fe 2024.

## Sistema de disputa
Los 32 equipos participantes disputaron una serie de eliminatorias a ida y vuelta, hasta consagrar al campeón. El torneo estuvo compuesto por cinco etapas: dieciseisavos de final, octavos de final, cuartos de final, semifinales y final. Si una serie finalizó empatada en el global, se definió por penales.

## Equipos participantes
| Liga                                              | Equipo                                                        | Ciudad                                     | Departamento         |
| ------------------------------------------------- | ------------------------------------------------------------- | ------------------------------------------ | -------------------- |
| Asociación Rosarina de Fútbol Sin equipos         |                                                               |                                            |                      |
| Liga Cañadense de Fútbol 2 equipos                | Argentino Las Parejas AC Montes de Oca                        | Las Parejas Montes de Oca                  | Belgrano             |
| Liga Casildense de Fútbol Sin equipos             |                                                               |                                            |                      |
| Liga de Fútbol Regional del Sud Sin equipos       |                                                               |                                            |                      |
| Liga Departamental de Fútbol San Martín 2 equipos | Atlético Susanense Juventud Guadalupe                         | María Susana San Jorge                     | San Martín           |
| Liga Deportiva del Sur 2 equipos                  | Los Andes Independiente                                       | Alcorta Bigand                             | Constitución Caseros |
| Liga Esperancina de Fútbol 2 equipos              | Tiro Federal Libertad                                         | Felicia San Jerónimo Norte                 | Las Colonias         |
| Liga Galvense de Fútbol Sin equipos               |                                                               |                                            |                      |
| Liga Interprovincial de Fútbol 2 equipos          | Club Arteaga Huracán                                          | Arteaga Los Quirquinchos                   | Caseros              |
| Liga Ocampense de Fútbol 3 equipos                | Deportivo Tacuarendí Huracán Racing El Campesino              | Tacuarendí Villa Ocampo                    | General Obligado     |
| Liga Rafaelina de Fútbol 3 equipos                | Atlético Esmeralda Ferrocarril del Estado Juventud            | Esmeralda Rafaela                          | Castellanos          |
| Liga Reconquistense de Fútbol 2 equipos           | Atlético y Tiro Reconquista Racing                            | Reconquista                                | General Obligado     |
| Liga Regional Ceresina de Fútbol 1 equipo         | Atlético Tostado                                              | Tostado                                    | Nueve de Julio       |
| Liga Regional Paivense de Fútbol 1 equipo         | Almafuerte                                                    | Helvecia                                   | Garay                |
| Liga Regional Sanlorencina de Fútbol 2 equipos    | Defensores de Villa Cassini General San Martín                | Capitán Bermúdez Puerto General San Martín | San Lorenzo          |
| Liga Regional Totorense de Fútbol 2 equipo        | Club Maciel Belgrano                                          | Maciel Serodino                            | San Jerónimo Iriondo |
| Liga Santafesina de Fútbol 3 equipos              | Juventud Unida Universidad Nacional del Litoral Independiente | Candioti Santa Fe Santo Tomé               | La Capital           |
| Liga Venadense de Fútbol 3 equipos                | Racing Jorge Newbery Juventud Pueyrredón                      | Teodelina Venado Tuerto                    | General López        |
| Liga Verense de Fútbol 2 equipos                  | Fortín Olmos Estudiantes Unidos                               | Fortín Olmos Vera                          | Vera                 |

## Fase eliminatoria

### Cuadro de desarrollo
|  | Dieciseisavos de final      | Dieciseisavos de final | Dieciseisavos de final   | Dieciseisavos de final |   |                            | Octavos de final            | Octavos de final            | Octavos de final            | Octavos de final            |  |                        | Cuartos de final  | Cuartos de final  | Cuartos de final  | Cuartos de final  |  |                        | Semifinales               | Semifinales               | Semifinales               | Semifinales               |  |                  | Final            | Final            | Final            | Final            |  |
|  | 9 al 18 de febrero          | 9 al 18 de febrero     | 9 al 18 de febrero       | 9 al 18 de febrero     |   |                            | 24 de febrero al 3 de marzo | 24 de febrero al 3 de marzo | 24 de febrero al 3 de marzo | 24 de febrero al 3 de marzo |  |                        | 10 al 27 de marzo | 10 al 27 de marzo | 10 al 27 de marzo | 10 al 27 de marzo |  |                        | 24 de marzo al 7 de abril | 24 de marzo al 7 de abril | 24 de marzo al 7 de abril | 24 de marzo al 7 de abril |  |                  | 14 y 21 de abril | 14 y 21 de abril | 14 y 21 de abril | 14 y 21 de abril |  |
|  |                             |                        |                          |                        |   |                            |                             |                             |                             |                             |  |                        |                   |                   |                   |                   |  |                        |                           |                           |                           |                           |  |                  |                  |                  |                  |                  |  |
|  |                             |                        |                          |                        |   |                            |                             |                             |                             |                             |  |                        |                   |                   |                   |                   |  |                        |                           |                           |                           |                           |  |                  |                  |                  |                  |                  |  |
|  | Huracán (VO)                | 0                      | 1                        | 1                      |   |                            |                             |                             |                             |                             |  |                        |                   |                   |                   |                   |  |                        |                           |                           |                           |                           |  |                  |                  |                  |                  |                  |  |
|  | Huracán (VO)                | 0                      | 1                        | 1                      |   |                            |                             |                             |                             |                             |  |                        |                   |                   |                   |                   |  |                        |                           |                           |                           |                           |  |                  |                  |                  |                  |                  |  |
|  | Atlético y Tiro R.          | 5                      | 2                        | 7                      |   |                            |                             |                             |                             |                             |  |                        |                   |                   |                   |                   |  |                        |                           |                           |                           |                           |  |                  |                  |                  |                  |                  |  |
|  | Atlético y Tiro R.          | 5                      | 2                        | 7                      |   | Racing El Campesino        | 0                           | 2                           | 2                           |                             |  |                        |                   |                   |                   |                   |  |                        |                           |                           |                           |                           |  |                  |                  |                  |                  |                  |  |
|  |                             |                        |                          |                        |   | Racing El Campesino        | 0                           | 2                           | 2                           |                             |  |                        |                   |                   |                   |                   |  |                        |                           |                           |                           |                           |  |                  |                  |                  |                  |                  |  |
|  |                             |                        | Atlético y Tiro R.       | 1                      | 2 | 3                          |                             |                             |                             |                             |  |                        |                   |                   |                   |                   |  |                        |                           |                           |                           |                           |  |                  |                  |                  |                  |                  |  |
|  | Deportivo Tacuarendí        | 0                      | Atlético y Tiro R.       | 1                      | 2 | 3                          | 1                           | 1                           |                             |                             |  |                        |                   |                   |                   |                   |  |                        |                           |                           |                           |                           |  |                  |                  |                  |                  |                  |  |
|  | Deportivo Tacuarendí        | 0                      |                          |                        |   |                            |                             |                             |                             |                             |  |                        |                   |                   |                   |                   |  |                        |                           |                           |                           |                           |  |                  |                  |                  |                  |                  |  |
|  | Racing El Campesino         | 3                      | 3                        | 6                      |   |                            |                             |                             |                             |                             |  |                        |                   |                   |                   |                   |  |                        |                           |                           |                           |                           |  |                  |                  |                  |                  |                  |  |
|  | Racing El Campesino         | 3                      | 3                        | 6                      |   |                            |                             |                             |                             |                             |  | Atlético y Tiro R.     | 1                 | 0                 | 1 (5)             |                   |  |                        |                           |                           |                           |                           |  |                  |                  |                  |                  |                  |  |
|  |                             |                        |                          |                        |   |                            |                             |                             |                             |                             |  | Atlético y Tiro R.     | 1                 | 0                 | 1 (5)             |                   |  |                        |                           |                           |                           |                           |  |                  |                  |                  |                  |                  |  |
|  |                             |                        | Atlético Tostado (p.)    | 1                      | 0 | 1 (6)                      |                             |                             |                             |                             |  |                        |                   |                   |                   |                   |  |                        |                           |                           |                           |                           |  |                  |                  |                  |                  |                  |  |
|  | Racing (R)                  | 3                      | Atlético Tostado (p.)    | 1                      | 0 | 1 (6)                      | 3                           | 6                           |                             |                             |  |                        |                   |                   |                   |                   |  |                        |                           |                           |                           |                           |  |                  |                  |                  |                  |                  |  |
|  | Racing (R)                  | 3                      |                          |                        |   |                            |                             |                             |                             |                             |  |                        |                   |                   |                   |                   |  |                        |                           |                           |                           |                           |  |                  |                  |                  |                  |                  |  |
|  | Fortín Olmos                | 1                      | 0                        | 1                      |   |                            |                             |                             |                             |                             |  |                        |                   |                   |                   |                   |  |                        |                           |                           |                           |                           |  |                  |                  |                  |                  |                  |  |
|  | Fortín Olmos                | 1                      | 0                        | 1                      |   | Racing (R)                 | 0                           | 1                           | 1                           |                             |  |                        |                   |                   |                   |                   |  |                        |                           |                           |                           |                           |  |                  |                  |                  |                  |                  |  |
|  |                             |                        |                          |                        |   | Racing (R)                 | 0                           | 1                           | 1                           |                             |  |                        |                   |                   |                   |                   |  |                        |                           |                           |                           |                           |  |                  |                  |                  |                  |                  |  |
|  |                             |                        | Atlético Tostado         | 2                      | 2 | 4                          |                             |                             |                             |                             |  |                        |                   |                   |                   |                   |  |                        |                           |                           |                           |                           |  |                  |                  |                  |                  |                  |  |
|  | Estudiantes Unidos (Vera)   | 1                      | Atlético Tostado         | 2                      | 2 | 4                          | 1                           | 2                           |                             |                             |  |                        |                   |                   |                   |                   |  |                        |                           |                           |                           |                           |  |                  |                  |                  |                  |                  |  |
|  | Estudiantes Unidos (Vera)   | 1                      |                          |                        |   |                            |                             |                             |                             |                             |  |                        |                   |                   |                   |                   |  |                        |                           |                           |                           |                           |  |                  |                  |                  |                  |                  |  |
|  | Atlético Tostado            | 5                      | 2                        | 7                      |   |                            |                             |                             |                             |                             |  |                        |                   |                   |                   |                   |  |                        |                           |                           |                           |                           |  |                  |                  |                  |                  |                  |  |
|  | Atlético Tostado            | 5                      | 2                        | 7                      |   |                            |                             |                             |                             |                             |  |                        |                   |                   |                   |                   |  | Ferrocarril del Estado | 0                         | 0                         | 0                         |                           |  |                  |                  |                  |                  |                  |  |
|  |                             |                        |                          |                        |   |                            |                             |                             |                             |                             |  |                        |                   |                   |                   |                   |  | Ferrocarril del Estado | 0                         | 0                         | 0                         |                           |  |                  |                  |                  |                  |                  |  |
|  |                             |                        | Atlético Tostado         | 0                      | 1 | 1                          |                             |                             |                             |                             |  |                        |                   |                   |                   |                   |  |                        |                           |                           |                           |                           |  |                  |                  |                  |                  |                  |  |
|  | Independiente (ST)          | 7                      | Atlético Tostado         | 0                      | 1 | 1                          | 13                          | 20                          |                             |                             |  |                        |                   |                   |                   |                   |  |                        |                           |                           |                           |                           |  |                  |                  |                  |                  |                  |  |
|  | Independiente (ST)          | 7                      |                          |                        |   |                            |                             |                             |                             |                             |  |                        |                   |                   |                   |                   |  |                        |                           |                           |                           |                           |  |                  |                  |                  |                  |                  |  |
|  | Almafuerte (Helvecia)       | 0                      | 1                        | 1                      |   |                            |                             |                             |                             |                             |  |                        |                   |                   |                   |                   |  |                        |                           |                           |                           |                           |  |                  |                  |                  |                  |                  |  |
|  | Almafuerte (Helvecia)       | 0                      | 1                        | 1                      |   | Independiente (ST)         | 1                           | 3                           | 4 (2)                       |                             |  |                        |                   |                   |                   |                   |  |                        |                           |                           |                           |                           |  |                  |                  |                  |                  |                  |  |
|  |                             |                        |                          |                        |   | Independiente (ST)         | 1                           | 3                           | 4 (2)                       |                             |  |                        |                   |                   |                   |                   |  |                        |                           |                           |                           |                           |  |                  |                  |                  |                  |                  |  |
|  |                             |                        | Libertad (SJN) (p.)      | 2                      | 2 | 4 (3)                      |                             |                             |                             |                             |  |                        |                   |                   |                   |                   |  |                        |                           |                           |                           |                           |  |                  |                  |                  |                  |                  |  |
|  | UNL                         | 1                      | Libertad (SJN) (p.)      | 2                      | 2 | 4 (3)                      | 1                           | 1                           |                             |                             |  |                        |                   |                   |                   |                   |  |                        |                           |                           |                           |                           |  |                  |                  |                  |                  |                  |  |
|  | UNL                         | 1                      |                          |                        |   |                            |                             |                             |                             |                             |  |                        |                   |                   |                   |                   |  |                        |                           |                           |                           |                           |  |                  |                  |                  |                  |                  |  |
|  | Libertad (SJN)              | 1                      | 2                        | 3                      |   |                            |                             |                             |                             |                             |  |                        |                   |                   |                   |                   |  |                        |                           |                           |                           |                           |  |                  |                  |                  |                  |                  |  |
|  | Libertad (SJN)              | 1                      | 2                        | 3                      |   |                            |                             |                             |                             |                             |  | Ferrocarril del Estado | 3                 | 3                 | 6                 |                   |  |                        |                           |                           |                           |                           |  |                  |                  |                  |                  |                  |  |
|  |                             |                        |                          |                        |   |                            |                             |                             |                             |                             |  | Ferrocarril del Estado | 3                 | 3                 | 6                 |                   |  |                        |                           |                           |                           |                           |  |                  |                  |                  |                  |                  |  |
|  |                             |                        | Libertad (SJN)           | 1                      | 0 | 1                          |                             |                             |                             |                             |  |                        |                   |                   |                   |                   |  |                        |                           |                           |                           |                           |  |                  |                  |                  |                  |                  |  |
|  | Juventud (Rafaela)          | 0                      | Libertad (SJN)           | 1                      | 0 | 1                          | 2                           | 2                           |                             |                             |  |                        |                   |                   |                   |                   |  |                        |                           |                           |                           |                           |  |                  |                  |                  |                  |                  |  |
|  | Juventud (Rafaela)          | 0                      |                          |                        |   |                            |                             |                             |                             |                             |  |                        |                   |                   |                   |                   |  |                        |                           |                           |                           |                           |  |                  |                  |                  |                  |                  |  |
|  | Ferrocarril del Estado      | 4                      | 4                        | 8                      |   |                            |                             |                             |                             |                             |  |                        |                   |                   |                   |                   |  |                        |                           |                           |                           |                           |  |                  |                  |                  |                  |                  |  |
|  | Ferrocarril del Estado      | 4                      | 4                        | 8                      |   | Tiro Federal (F)           | 1                           | 0                           | 1                           |                             |  |                        |                   |                   |                   |                   |  |                        |                           |                           |                           |                           |  |                  |                  |                  |                  |                  |  |
|  |                             |                        |                          |                        |   | Tiro Federal (F)           | 1                           | 0                           | 1                           |                             |  |                        |                   |                   |                   |                   |  |                        |                           |                           |                           |                           |  |                  |                  |                  |                  |                  |  |
|  |                             |                        | Ferrocarril del Estado   | 1                      | 2 | 3                          |                             |                             |                             |                             |  |                        |                   |                   |                   |                   |  |                        |                           |                           |                           |                           |  |                  |                  |                  |                  |                  |  |
|  | Tiro Federal (F)            | 2                      | Ferrocarril del Estado   | 1                      | 2 | 3                          | 2                           | 4                           |                             |                             |  |                        |                   |                   |                   |                   |  |                        |                           |                           |                           |                           |  |                  |                  |                  |                  |                  |  |
|  | Tiro Federal (F)            | 2                      |                          |                        |   |                            |                             |                             |                             |                             |  |                        |                   |                   |                   |                   |  |                        |                           |                           |                           |                           |  |                  |                  |                  |                  |                  |  |
|  | Juventud Unida (C)          | 0                      | 1                        | 1                      |   |                            |                             |                             |                             |                             |  |                        |                   |                   |                   |                   |  |                        |                           |                           |                           |                           |  |                  |                  |                  |                  |                  |  |
|  | Juventud Unida (C)          | 0                      | 1                        | 1                      |   |                            |                             |                             |                             |                             |  |                        |                   |                   |                   |                   |  |                        |                           |                           |                           |                           |  | Atlético Tostado | 3                | 1                | 4                |                  |  |
|  |                             |                        |                          |                        |   |                            |                             |                             |                             |                             |  |                        |                   |                   |                   |                   |  |                        |                           |                           |                           |                           |  | Atlético Tostado | 3                | 1                | 4                |                  |  |
|  |                             |                        | Atlético Susanense       | 0                      | 2 | 2                          |                             |                             |                             |                             |  |                        |                   |                   |                   |                   |  |                        |                           |                           |                           |                           |  |                  |                  |                  |                  |                  |  |
|  | Atlético Susanense          | 1                      | Atlético Susanense       | 0                      | 2 | 2                          | 5                           | 6                           |                             |                             |  |                        |                   |                   |                   |                   |  |                        |                           |                           |                           |                           |  |                  |                  |                  |                  |                  |  |
|  | Atlético Susanense          | 1                      |                          |                        |   |                            |                             |                             |                             |                             |  |                        |                   |                   |                   |                   |  |                        |                           |                           |                           |                           |  |                  |                  |                  |                  |                  |  |
|  | Atlético Esmeralda          | 3                      | 2                        | 5                      |   |                            |                             |                             |                             |                             |  |                        |                   |                   |                   |                   |  |                        |                           |                           |                           |                           |  |                  |                  |                  |                  |                  |  |
|  | Atlético Esmeralda          | 3                      | 2                        | 5                      |   | AC Montes de Oca           | 0                           | 5                           | 5                           |                             |  |                        |                   |                   |                   |                   |  |                        |                           |                           |                           |                           |  |                  |                  |                  |                  |                  |  |
|  |                             |                        |                          |                        |   | AC Montes de Oca           | 0                           | 5                           | 5                           |                             |  |                        |                   |                   |                   |                   |  |                        |                           |                           |                           |                           |  |                  |                  |                  |                  |                  |  |
|  |                             |                        | Atlético Susanense       | 2                      | 7 | 9                          |                             |                             |                             |                             |  |                        |                   |                   |                   |                   |  |                        |                           |                           |                           |                           |  |                  |                  |                  |                  |                  |  |
|  | AC Montes de Oca            | 3                      | Atlético Susanense       | 2                      | 7 | 9                          | 3                           | 6                           |                             |                             |  |                        |                   |                   |                   |                   |  |                        |                           |                           |                           |                           |  |                  |                  |                  |                  |                  |  |
|  | AC Montes de Oca            | 3                      |                          |                        |   |                            |                             |                             |                             |                             |  |                        |                   |                   |                   |                   |  |                        |                           |                           |                           |                           |  |                  |                  |                  |                  |                  |  |
|  | Juventud Guadalupe          | 0                      | 0                        | 0                      |   |                            |                             |                             |                             |                             |  |                        |                   |                   |                   |                   |  |                        |                           |                           |                           |                           |  |                  |                  |                  |                  |                  |  |
|  | Juventud Guadalupe          | 0                      | 0                        | 0                      |   |                            |                             |                             |                             |                             |  | Atlético Susanense     | 2                 | 0                 | 2                 |                   |  |                        |                           |                           |                           |                           |  |                  |                  |                  |                  |                  |  |
|  |                             |                        |                          |                        |   |                            |                             |                             |                             |                             |  | Atlético Susanense     | 2                 | 0                 | 2                 |                   |  |                        |                           |                           |                           |                           |  |                  |                  |                  |                  |                  |  |
|  |                             |                        | Belgrano (Serodino)      | 1                      | 0 | 1                          |                             |                             |                             |                             |  |                        |                   |                   |                   |                   |  |                        |                           |                           |                           |                           |  |                  |                  |                  |                  |                  |  |
|  | General San Martín (PGSM)   | 0                      | Belgrano (Serodino)      | 1                      | 0 | 1                          | 0                           | 0                           |                             |                             |  |                        |                   |                   |                   |                   |  |                        |                           |                           |                           |                           |  |                  |                  |                  |                  |                  |  |
|  | General San Martín (PGSM)   | 0                      |                          |                        |   |                            |                             |                             |                             |                             |  |                        |                   |                   |                   |                   |  |                        |                           |                           |                           |                           |  |                  |                  |                  |                  |                  |  |
|  | Club Maciel                 | 1                      | 0                        | 1                      |   |                            |                             |                             |                             |                             |  |                        |                   |                   |                   |                   |  |                        |                           |                           |                           |                           |  |                  |                  |                  |                  |                  |  |
|  | Club Maciel                 | 1                      | 0                        | 1                      |   | Belgrano (Serodino)        | 4                           | 3                           | 7                           |                             |  |                        |                   |                   |                   |                   |  |                        |                           |                           |                           |                           |  |                  |                  |                  |                  |                  |  |
|  |                             |                        |                          |                        |   | Belgrano (Serodino)        | 4                           | 3                           | 7                           |                             |  |                        |                   |                   |                   |                   |  |                        |                           |                           |                           |                           |  |                  |                  |                  |                  |                  |  |
|  |                             |                        | Club Maciel              | 1                      | 0 | 1                          |                             |                             |                             |                             |  |                        |                   |                   |                   |                   |  |                        |                           |                           |                           |                           |  |                  |                  |                  |                  |                  |  |
|  | Belgrano (Serodino)         | 3                      | Club Maciel              | 1                      | 0 | 1                          | 0                           | 3                           |                             |                             |  |                        |                   |                   |                   |                   |  |                        |                           |                           |                           |                           |  |                  |                  |                  |                  |                  |  |
|  | Belgrano (Serodino)         | 3                      |                          |                        |   |                            |                             |                             |                             |                             |  |                        |                   |                   |                   |                   |  |                        |                           |                           |                           |                           |  |                  |                  |                  |                  |                  |  |
|  | Defensores de Villa Cassini | 1                      | 0                        | 1                      |   |                            |                             |                             |                             |                             |  |                        |                   |                   |                   |                   |  |                        |                           |                           |                           |                           |  |                  |                  |                  |                  |                  |  |
|  | Defensores de Villa Cassini | 1                      | 0                        | 1                      |   |                            |                             |                             |                             |                             |  |                        |                   |                   |                   |                   |  | Atlético Susanense     | 3                         | 2                         | 5                         |                           |  |                  |                  |                  |                  |                  |  |
|  |                             |                        |                          |                        |   |                            |                             |                             |                             |                             |  |                        |                   |                   |                   |                   |  | Atlético Susanense     | 3                         | 2                         | 5                         |                           |  |                  |                  |                  |                  |                  |  |
|  |                             |                        | Juventud Pueyrredón      | 2                      | 1 | 3                          |                             |                             |                             |                             |  |                        |                   |                   |                   |                   |  |                        |                           |                           |                           |                           |  |                  |                  |                  |                  |                  |  |
|  | Argentino Las Parejas       | 1                      | Juventud Pueyrredón      | 2                      | 1 | 3                          | 3                           | 4                           |                             |                             |  |                        |                   |                   |                   |                   |  |                        |                           |                           |                           |                           |  |                  |                  |                  |                  |                  |  |
|  | Argentino Las Parejas       | 1                      |                          |                        |   |                            |                             |                             |                             |                             |  |                        |                   |                   |                   |                   |  |                        |                           |                           |                           |                           |  |                  |                  |                  |                  |                  |  |
|  | Club Arteaga                | 0                      | 0                        | 0                      |   |                            |                             |                             |                             |                             |  |                        |                   |                   |                   |                   |  |                        |                           |                           |                           |                           |  |                  |                  |                  |                  |                  |  |
|  | Club Arteaga                | 0                      | 0                        | 0                      |   | Argentino Las Parejas (p.) | 2                           | 1                           | 3 (5)                       |                             |  |                        |                   |                   |                   |                   |  |                        |                           |                           |                           |                           |  |                  |                  |                  |                  |                  |  |
|  |                             |                        |                          |                        |   | Argentino Las Parejas (p.) | 2                           | 1                           | 3 (5)                       |                             |  |                        |                   |                   |                   |                   |  |                        |                           |                           |                           |                           |  |                  |                  |                  |                  |                  |  |
|  |                             |                        | Huracán (LQ)             | 2                      | 1 | 3 (4)                      |                             |                             |                             |                             |  |                        |                   |                   |                   |                   |  |                        |                           |                           |                           |                           |  |                  |                  |                  |                  |                  |  |
|  | Huracán (LQ)                | 0                      | Huracán (LQ)             | 2                      | 1 | 3 (4)                      | 3                           | 3                           |                             |                             |  |                        |                   |                   |                   |                   |  |                        |                           |                           |                           |                           |  |                  |                  |                  |                  |                  |  |
|  | Huracán (LQ)                | 0                      |                          |                        |   |                            |                             |                             |                             |                             |  |                        |                   |                   |                   |                   |  |                        |                           |                           |                           |                           |  |                  |                  |                  |                  |                  |  |
|  | Los Andes (A)               | 2                      | 0                        | 2                      |   |                            |                             |                             |                             |                             |  |                        |                   |                   |                   |                   |  |                        |                           |                           |                           |                           |  |                  |                  |                  |                  |                  |  |
|  | Los Andes (A)               | 2                      | 0                        | 2                      |   |                            |                             |                             |                             |                             |  | Argentino Las Parejas  | 1                 | 1                 | 2 (1)             |                   |  |                        |                           |                           |                           |                           |  |                  |                  |                  |                  |                  |  |
|  |                             |                        |                          |                        |   |                            |                             |                             |                             |                             |  | Argentino Las Parejas  | 1                 | 1                 | 2 (1)             |                   |  |                        |                           |                           |                           |                           |  |                  |                  |                  |                  |                  |  |
|  |                             |                        | Juventud Pueyrredón (p.) | 1                      | 1 | 2 (3)                      |                             |                             |                             |                             |  |                        |                   |                   |                   |                   |  |                        |                           |                           |                           |                           |  |                  |                  |                  |                  |                  |  |
|  | Jorge Newbery (VT)          | 1                      | Juventud Pueyrredón (p.) | 1                      | 1 | 2 (3)                      | 1                           | 2                           |                             |                             |  |                        |                   |                   |                   |                   |  |                        |                           |                           |                           |                           |  |                  |                  |                  |                  |                  |  |
|  | Jorge Newbery (VT)          | 1                      |                          |                        |   |                            |                             |                             |                             |                             |  |                        |                   |                   |                   |                   |  |                        |                           |                           |                           |                           |  |                  |                  |                  |                  |                  |  |
|  | Juventud Pueyrredón         | 1                      | 4                        | 5                      |   |                            |                             |                             |                             |                             |  |                        |                   |                   |                   |                   |  |                        |                           |                           |                           |                           |  |                  |                  |                  |                  |                  |  |
|  | Juventud Pueyrredón         | 1                      | 4                        | 5                      |   | Juventud Pueyrredón        | 2                           | 4                           | 6                           |                             |  |                        |                   |                   |                   |                   |  |                        |                           |                           |                           |                           |  |                  |                  |                  |                  |                  |  |
|  |                             |                        |                          |                        |   | Juventud Pueyrredón        | 2                           | 4                           | 6                           |                             |  |                        |                   |                   |                   |                   |  |                        |                           |                           |                           |                           |  |                  |                  |                  |                  |                  |  |
|  |                             |                        | Racing (Teodelina)       | 1                      | 1 | 2                          |                             |                             |                             |                             |  |                        |                   |                   |                   |                   |  |                        |                           |                           |                           |                           |  |                  |                  |                  |                  |                  |  |
|  | Independiente (Bigand)      | 0                      | Racing (Teodelina)       | 1                      | 1 | 2                          | 2                           | 2                           |                             |                             |  |                        |                   |                   |                   |                   |  |                        |                           |                           |                           |                           |  |                  |                  |                  |                  |                  |  |
|  | Independiente (Bigand)      | 0                      |                          |                        |   |                            |                             |                             |                             |                             |  |                        |                   |                   |                   |                   |  |                        |                           |                           |                           |                           |  |                  |                  |                  |                  |                  |  |
|  | Racing (Teodelina)          | 0                      | 3                        | 3                      |   |                            |                             |                             |                             |                             |  |                        |                   |                   |                   |                   |  |                        |                           |                           |                           |                           |  |                  |                  |                  |                  |                  |  |
|  | Racing (Teodelina)          | 0                      | 3                        | 3                      |   |                            |                             |                             |                             |                             |  |                        |                   |                   |                   |                   |  |                        |                           |                           |                           |                           |  |                  |                  |                  |                  |                  |  |
|  |                             |                        |                          |                        |   |                            |                             |                             |                             |                             |  |                        |                   |                   |                   |                   |  |                        |                           |                           |                           |                           |  |                  |                  |                  |                  |                  |  |

- Nota: En cada llave, el equipo que ocupa la primera línea es el que define la serie como local.

### Dieciseisavos de final
| Fechas             | Local en la ida               | Global | Local en la vuelta               | Ida | Vuelta |
| ------------------ | ----------------------------- | ------ | -------------------------------- | --- | ------ |
| 11 y 18 de febrero | Atlético y Tiro Reconquista   | 7:1    | Huracán (Villa Ocampo)           | 5:0 | 2:1    |
| 11 y 18 de febrero | Racing El Campesino           | 6:1    | Deportivo Tacuarendí             | 3:0 | 3:1    |
| 11 y 18 de febrero | Fortín Olmos                  | 1:6    | Racing (Reconquista)             | 1:3 | 0:3    |
| 9 y 18 de febrero  | Atlético Tostado              | 7:2    | Estudiantes Unidos (Vera)        | 5:1 | 2:1    |
| 11 y 17 de febrero | Almafuerte (Helvecia)         | 1:20   | Independiente (Santo Tomé)       | 0:7 | 1:13   |
| 11 y 18 de febrero | Libertad (San Jerónimo Norte) | 3:2    | Universidad Nacional del Litoral | 1:1 | 2:1    |
| 11 y 17 de febrero | Ferrocarril del Estado        | 8:2    | Juventud (Rafaela)               | 4:0 | 4:2    |
| 11 y 18 de febrero | Juventud Unida (Candiotti)    | 1:4    | Tiro Federal (Felicia)           | 0:2 | 1:2    |
| 11 y 18 de febrero | Atlético Esmeralda            | 5:6    | Atlético Susanense               | 3:1 | 2:5    |
| 11 y 16 de febrero | Juventud Guadalupe            | 0:6    | AC Montes de Oca                 | 0:3 | 0:3    |
| 11 y 18 de febrero | Club Maciel                   | 1:0    | General San Martín (PGSM)        | 1:0 | 0:0    |
| 11 y 18 de febrero | Defensores de Villa Cassini   | 1:3    | Belgrano (Serodino)              | 1:3 | 0:0    |
| 11 y 16 de febrero | Club Arteaga                  | 0:4    | Argentino Las Parejas            | 0:1 | 0:3    |
| 11 y 18 de febrero | Los Andes (Alcorta)           | 2:3    | Huracán (Los Quirquinchos)       | 2:0 | 0:3    |
| 11 y 18 de febrero | Juventud Pueyrredón           | 5:2    | Jorge Newbery (Venado Tuerto)    | 1:1 | 4:1    |
| 11 y 18 de febrero | Racing (Teodelina)            | 3:2    | Independiente (Bigand)           | 0:0 | 3:2    |

### Octavos de final
| Fechas                     | Local en la ida               | Global       | Local en la vuelta         | Ida | Vuelta |
| -------------------------- | ----------------------------- | ------------ | -------------------------- | --- | ------ |
| 25 de febrero y 3 de marzo | Atlético y Tiro Reconquista   | 3:2          | Racing El Campesino        | 1:0 | 2:2    |
| 25 de febrero y 3 de marzo | Atlético Tostado              | 4:1          | Racing (Reconquista)       | 2:0 | 2:1    |
| 28 de febrero y 3 de marzo | Libertad (San Jerónimo Norte) | 4:4 (3:2 p.) | Independiente (Santo Tomé) | 2:1 | 2:3    |
| 29 de febrero y 3 de marzo | Ferrocarril del Estado        | 3:1          | Tiro Federal (Felicia)     | 1:1 | 2:0    |
| 24 y 28 de febrero         | Atlético Susanense            | 9:5          | AC Montes de Oca           | 2:0 | 7:5    |
| 24 de febrero y 3 de marzo | Club Maciel                   | 1:7          | Belgrano (Serodino)        | 1:4 | 0:3    |
| 27 de febrero y 3 de marzo | Huracán (Los Quirquinchos)    | 3:3 (4:5 p.) | Argentino Las Parejas      | 2:2 | 1:1    |
| 23 y 28 de febrero         | Racing (Teodelina)            | 2:6          | Juventud Pueyrredón        | 1:2 | 1:4    |

### Cuartos de final
| Fechas           | Local en la ida               | Global       | Local en la vuelta          | Ida | Vuelta |
| ---------------- | ----------------------------- | ------------ | --------------------------- | --- | ------ |
| 10 y 17 de marzo | Atlético Tostado              | 1:1 (6:5 p.) | Atlético y Tiro Reconquista | 1:1 | 0:0    |
| 10 y 17 de marzo | Libertad (San Jerónimo Norte) | 1:6          | Ferrocarril del Estado      | 1:3 | 0:3    |
| 10 y 17 de marzo | Belgrano (Serodino)           | 1:2          | Atlético Susanense          | 1:2 | 0:0    |
| 20 y 27 de marzo | Juventud Pueyrredón           | 2:2 (3:1 p.) | Argentino Las Parejas       | 1:1 | 1:1    |

### Semifinales
| Fechas                   | Local en la ida     | Global | Local en la vuelta     | Ida | Vuelta |
| ------------------------ | ------------------- | ------ | ---------------------- | --- | ------ |
| 24 de marzo y 7 de abril | Atlético Tostado    | 1:0    | Ferrocarril del Estado | 0:0 | 1:0    |
| 31 de marzo y 7 de abril | Juventud Pueyrredón | 3:5    | Atlético Susanense     | 2:3 | 1:2    |

### Final
| Fechas           | Local en la ida    | Global | Local en la vuelta | Ida | Vuelta |
| ---------------- | ------------------ | ------ | ------------------ | --- | ------ |
| 14 y 21 de abril | Atlético Susanense | 2:4    | Atlético Tostado   | 0:3 | 2:1    |

|                                      |
|                                      |
| Campeón Atlético Tostado 1.er título |